# 違禁品

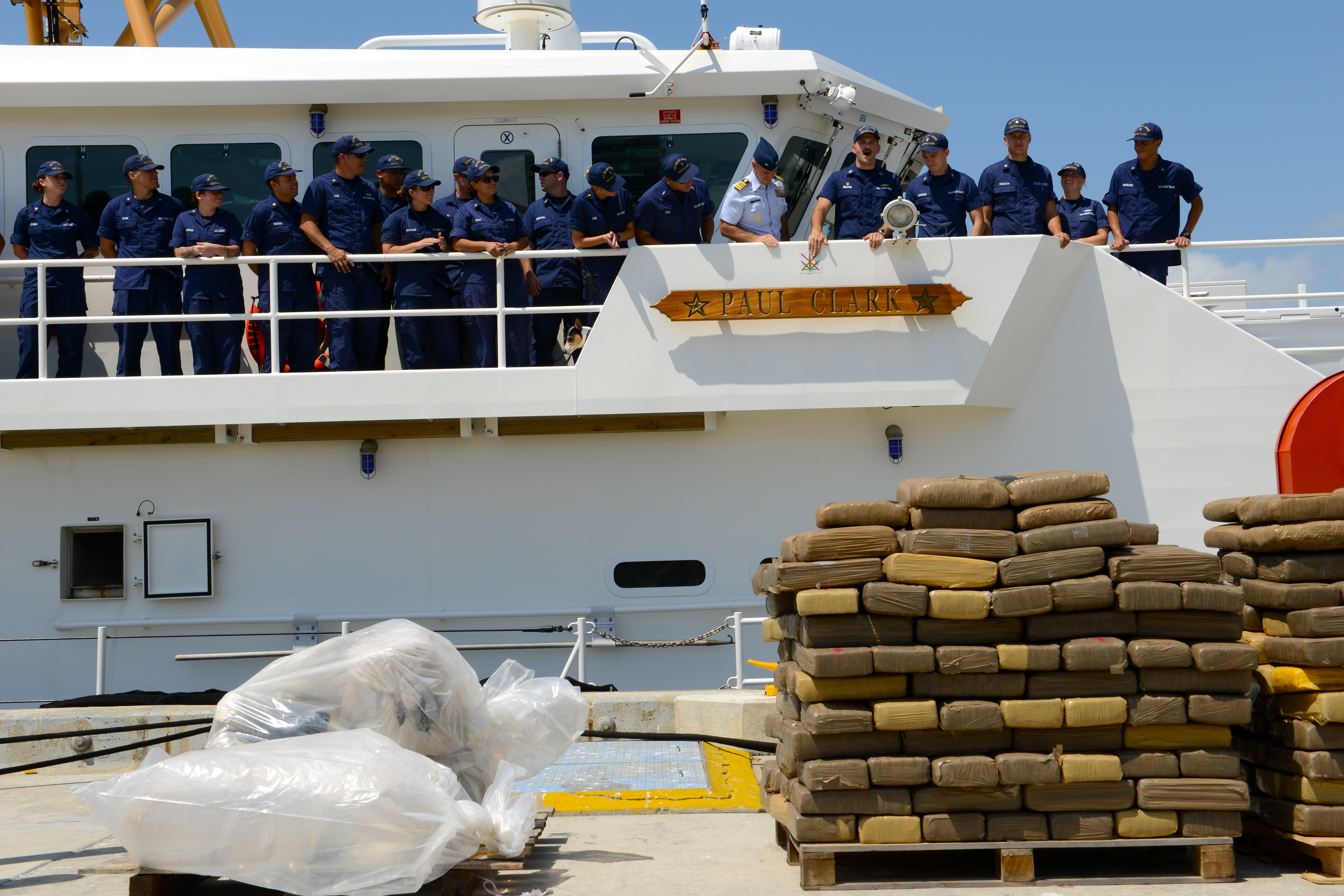
美国海岸警卫队巡逻艇船员正在卸载违禁品。

违禁品是指一些被行政當局規定普通公民禁止藏有或销售的物品。一般立法機構或行政當局會將自認為过于危险（例如毒品、炸藥、槍支）、令人反感的物品（如色情製品等）或其他被政府當局禁止的物品（如被政府定性為邪教的信仰團體的書刊）納入違禁品範疇。

### 色情製品
在某些國家AV影片、色情書籍被列為非法的，視為違禁品。儘管色情製品在世界許多地方都廣泛使用，但某些國家的信仰和法律使其消費或分發成為應懲罰的罪行。會嚴格規範色情製品的國家，其原因通常是圍繞宗教信仰，社會關注和文化價值觀的原因，所以將其列為違禁品。